# Hamm (Konz)
Hamm ist ein Ortsteil der Stadt Konz im Landkreis Trier-Saarburg in Rheinland-Pfalz.

## Geographie
Der kleinste Stadtteil liegt etwa vier Kilometer südlich der Kernstadt Konz in einem Flussbogen der Saar.
Zu Hamm gehört auch der Wohnplatz Hammerfähre.
Die Nachbarorte von Hamm sind die Konzer Stadtteile Filzen und das auf der anderen Saarseite gelegene Könen im Norden, sowie die Ortsgemeinden Kanzem im Osten und Wawern im Südwesten.

## Geschichte
Eine im Besitz der Trierer Abtei St. Maximin befindliche Kirche in Hamm wird 1140 erstmals erwähnt.
Das im 13. Jahrhundert erwähnte „Burghaus“, ein Verwaltungssitz des Trierer Domkapitels, dem damaligen Grundherrn von Hamm und Filzen, war der Vorläufer des heutigen Wohnplatzes Hammerfähre. Die frühere Fähre wird erstmals 1561 erwähnt, der strategisch wichtige Flussübergang war schon in römischer Zeit besiedelt.
Nach dem Dreißigjährigen Krieg waren von zuvor fünf Haushaltungen in Hamm noch zwei vorhanden.
Nach der Inbesitznahme des Linken Rheinufers durch französische Revolutionstruppen war der Ort von 1798 bis 1814 Teil der Französischen Republik (bis 1804) und anschließend des Französischen Kaiserreichs. Nach der Niederlage Napoleons kam Hamm 1815 aufgrund der auf dem Wiener Kongress getroffenen Vereinbarungen zum Königreich Preußen. Der Ort wurde der Bürgermeisterei Konz im Landkreis Trier des Regierungsbezirks Trier zugeordnet, die 1822 Teil der neu gebildeten Rheinprovinz wurden.
Als Folge des Ersten Weltkriegs gehörte die gesamte Region zum französischen Teil der Alliierten Rheinlandbesetzung. Nach dem Zweiten Weltkrieg gehörte Hamm zu den Gemeinden der französischen Besatzungszone, die im Februar 1946 an das Saarland angeschlossen wurden, im Juni 1947 aber auch zu den Orten des Landkreises Saarburg, die wieder zurückgegliedert und Teil des damals neu gebildeten Landes Rheinland-Pfalz wurden.
Aus den Gemeinden Filzen und Hamm bei Filzen wurde am 7. Juni 1969 die Gemeinde Filzen neu gebildet. Diese wurde am 7. November 1970 zusammen mit anderen bis dahin selbstständigen Gemeinden in die Stadt Konz eingemeindet.

## Politik
Hamm bildet zusammen mit Filzen gemäß Hauptsatzung einen von fünf Ortsbezirken der Stadt Konz. Der Ortsbezirk umfasst die Gebiete der beiden früheren Gemeinden. Die Interessen des Ortsbezirks werden durch einen Ortsbeirat und durch einen Ortsvorsteher vertreten.
Detailinformationen siehe unter Filzen.

## Sehenswürdigkeiten

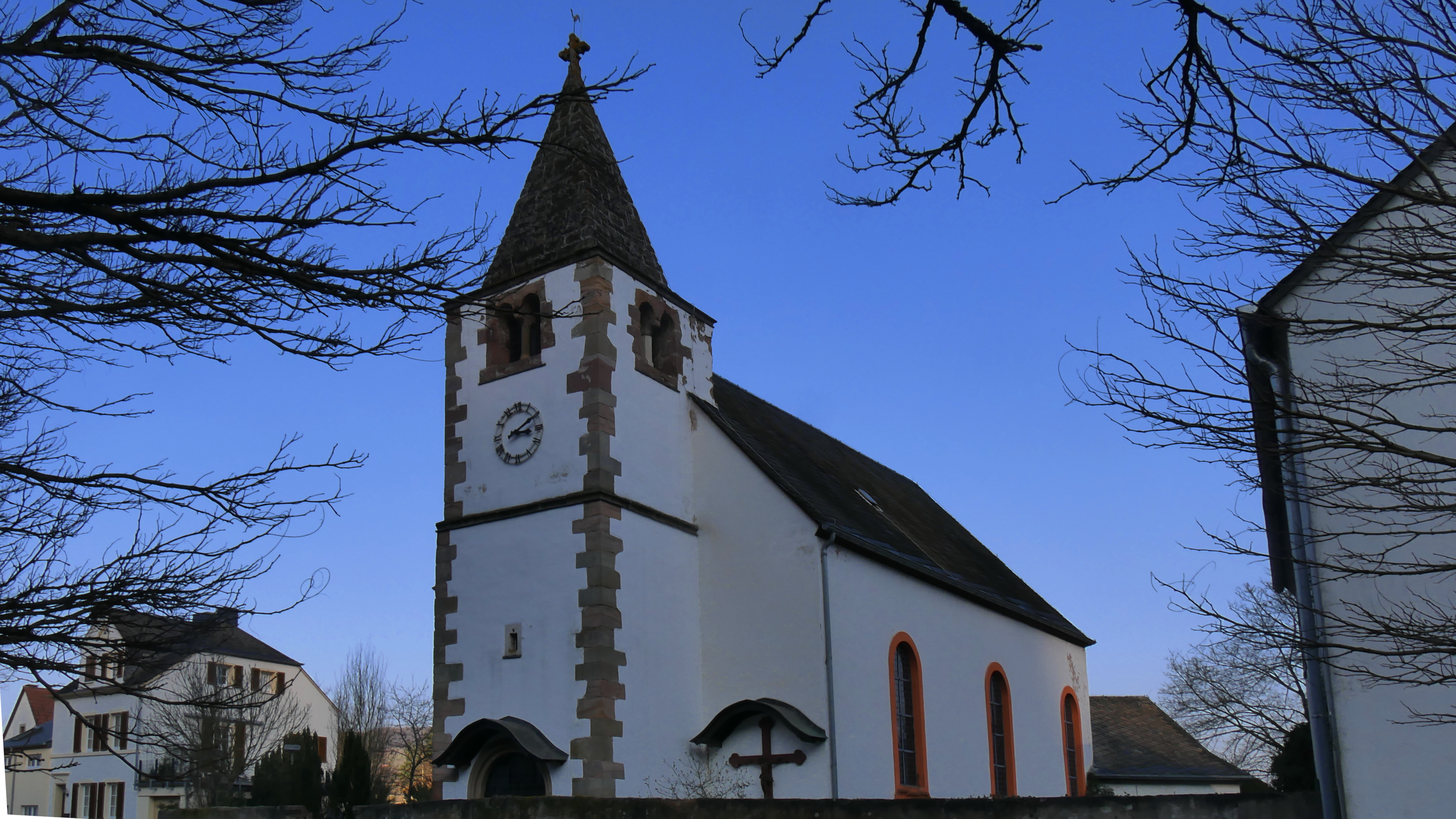
Katholische Pfarrkirche St. Maria und St. Lucia (2018)

In der Liste der Kulturdenkmäler in Konz sind für Hamm eine Denkmalzone und vier Einzeldenkmäler aufgeführt.

## Wirtschaft und Infrastruktur
Hamm wird von der Landesstraße 137 an das Straßennetz angeschlossen.